# مالجسو
مالجسو (به ایتالیایی: Malgesso) یک کومونه در ایتالیا است که در استان وارزه واقع شده‌است.

## خصوصیات
مالجسو ۲٫۸ کیلومترمربع مساحت و ۱٬۲۵۳ نفر جمعیت دارد.